# Юранщина
46°08′ пн. ш. 16°07′ сх. д. / 46.14° пн. ш. 16.12° сх. д.
Юранщина (хорв. Juranšćina) — населений пункт у Хорватії, в Крапинсько-Загорській жупанії у складі міста Златар.

## Населення
Населення за даними перепису 2011 року становило 193 осіб.
Динаміка чисельності населення поселення:

## Клімат
Середня річна температура становить 9,67 °C, середня максимальна – 23,15 °C, а середня мінімальна – -5,94 °C. Середня річна кількість опадів – 1018 мм.
| Клімат поселення                              | Клімат поселення | Клімат поселення | Клімат поселення | Клімат поселення | Клімат поселення | Клімат поселення | Клімат поселення | Клімат поселення | Клімат поселення | Клімат поселення | Клімат поселення | Клімат поселення | Клімат поселення |
| Показник                                      | Січ.             | Лют.             | Бер.             | Квіт.            | Трав.            | Черв.            | Лип.             | Серп.            | Вер.             | Жовт.            | Лист.            | Груд.            |                  |
| Середній максимум, °C                         | 5,44             | 7,10             | 11,06            | 15,18            | 20,03            | 23,15            | 22,43            | 21,94            | 18,03            | 13,20            | 7,76             | 4,33             |                  |
| Середня температура, °C                       | −0,25            | 1,42             | 5,37             | 9,48             | 14,33            | 17,45            | 19,19            | 18,70            | 14,78            | 9,95             | 4,53             | 1,08             |                  |
| Середній мінімум, °C                          | −5,94            | −4,28            | −0,32            | 3,78             | 8,64             | 11,76            | 15,95            | 15,47            | 11,55            | 6,70             | 1,29             | −2,16            |                  |
| Норма опадів, мм                              | 50               | 53               | 70               | 79               | 86               | 118              | 100              | 101              | 97               | 96               | 96               | 72               |                  |
| Середньомісячна швидкість вітру, м/с          | 1.96             | 2.13             | 2.49             | 2.46             | 2.34             | 2.04             | 2.00             | 1.84             | 1.86             | 1.96             | 2.06             | 2.04             |                  |
| Середньомісячна сонячна радіація, кДж/м²·день | 4062             | 6828             | 10495            | 14762            | 18858            | 20417            | 21368            | 18484            | 13746            | 8701             | 4580             | 3276             |                  |
| --------------------------------------------- | ---------------- | ---------------- | ---------------- | ---------------- | ---------------- | ---------------- | ---------------- | ---------------- | ---------------- | ---------------- | ---------------- | ---------------- | ---------------- |
| Джерело:                                      |                  |                  |                  |                  |                  |                  |                  |                  |                  |                  |                  |                  |                  |